# Eotetranychus populi
Eotetranychus populi är en spindeldjursart som först beskrevs av Koch 1838.  Eotetranychus populi ingår i släktet Eotetranychus och familjen Tetranychidae. Inga underarter finns listade i Catalogue of Life.